# ريكي نيومان
ريكي نيومان (بالإنجليزية: Ricky Newman)‏ (5 أغسطس 1970 بغلدفورد في المملكة المتحدة - ) هو لاعب كرة قدم بريطاني في مركز الوسط. لعب مع كريستال بالاس ونادي برينتفورد ونادي ريدنغ ونادي ميلوول وميدستون يونايتد وCranleigh F.C. ‏ ونادي ألدرشوت تاون.

## وصلات خارجية
- ريكي نيومان على موقع قاعدة بيانات كرة القدم.إي يو (الإنجليزية)
- ريكي نيومان على موقع Soccerbase.com (لاعب) (الإنجليزية)
- ريكي نيومان على موقع عالم كرة القدم.نت (الإنجليزية)